# Gare de Saint-Cyr-Grande-Ceinture
Pour les articles homonymes, voir Gare de Saint-Cyr (homonymie).
Ne doit pas être confondu avec Gare de Saint-Cyr.
La gare de Saint-Cyr-Grande-Ceinture est une gare ferroviaire française appartenant au réseau Ouest, sur la ligne de la grande ceinture de Paris. Elle se trouve sur le territoire de la commune de Versailles, au nord de l'extrémité ouest de l'avenue de la division-Leclerc (D 10).
Ouverte en 1882 et fermée en 1939, elle est remplacée par la nouvelle halte Les Portes de Saint-Cyr dans le cadre de la réalisation de la ligne 13 du tramway d'Île-de-France.

## Histoire
La gare de Saint-Cyr-Grande-Ceinture ouvre au trafic des voyageurs le 4 septembre 1882 lors de l'inauguration, sur la ligne de Grande ceinture, du service de Versailles-Chantiers à Achères.
Son bâtiment correspond au modèle des gares de troisième classe de la ligne de la grande ceinture de Paris, utilisé notamment pour la gare de Mareil-Marly sur un plan conçu par l'ingénieur des Ponts et Chaussées Luneau.
Le trafic des voyageurs prend fin le 15 mai 1939, quand cesse le service sur la section nord de la Grande ceinture comprise entre Versailles-Chantiers et Juvisy via Argenteuil. Toutefois, un bureau du Service national de messagerie (SERNAM), dédié à l'envoi de colis, fonctionne jusqu'à la fin des années 1980.
Désaffectée, la gare n'entre pas dans le projet de la ligne 13 du tramway francilien vu la proximité de la gare de Saint-Cyr, desservie par les trains des trois branches de la ligne N du Transilien. Cette dernière se prête davantage à un important trafic de voyageurs. De plus, la gare de Grande ceinture semble trop éloignée des ZAC Renard, Santos-Dumont et Pion. Pour cette raison, il est proposé l'ouverture, sur la Grande ceinture, d'une nouvelle station située au plus près de ces zones d'activités, provisoirement dénommée Saint-Cyr ZAC et nommée officiellement Les Portes de Saint-Cyr.

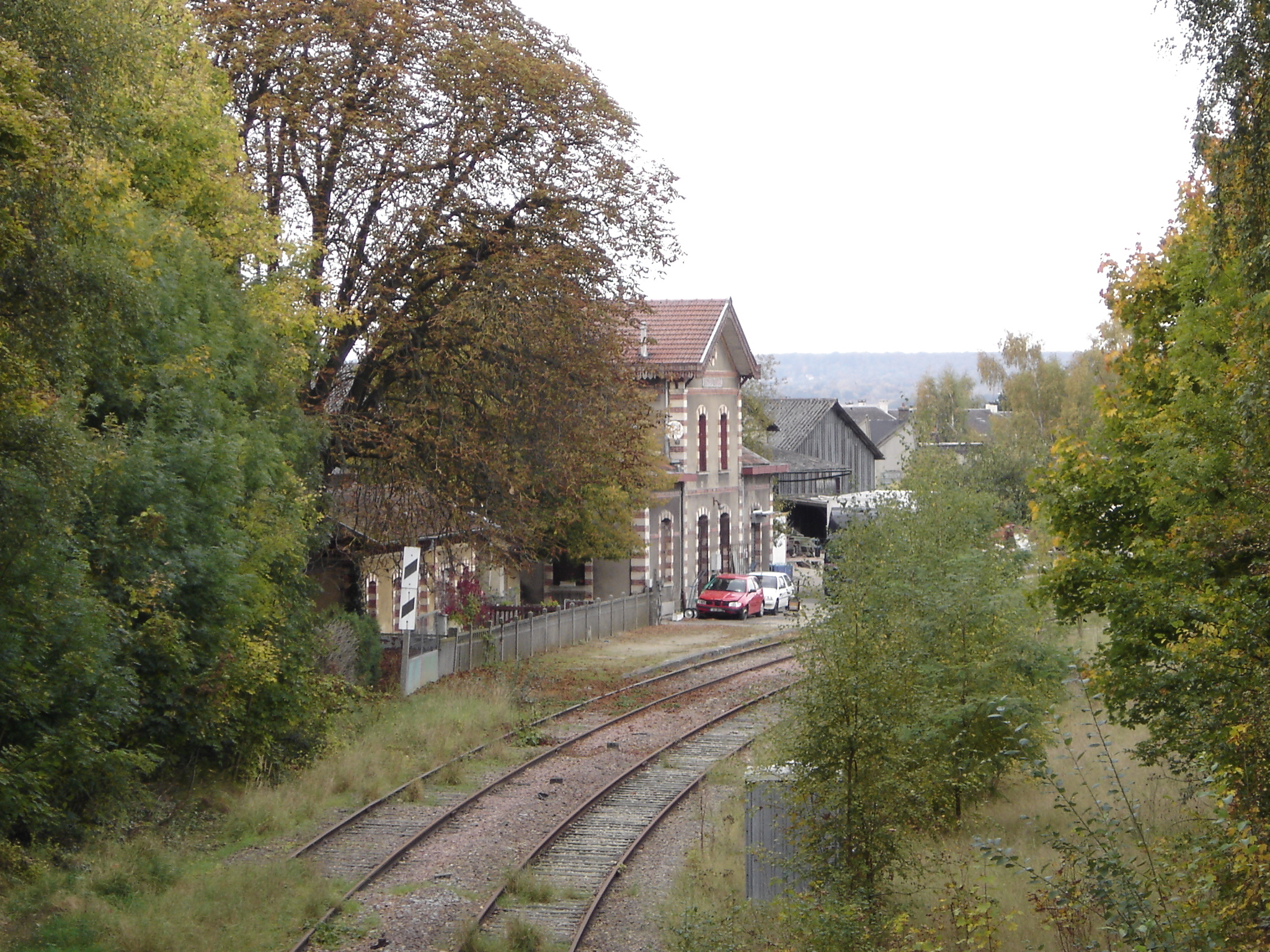
La gare vue côté quais en 2008.
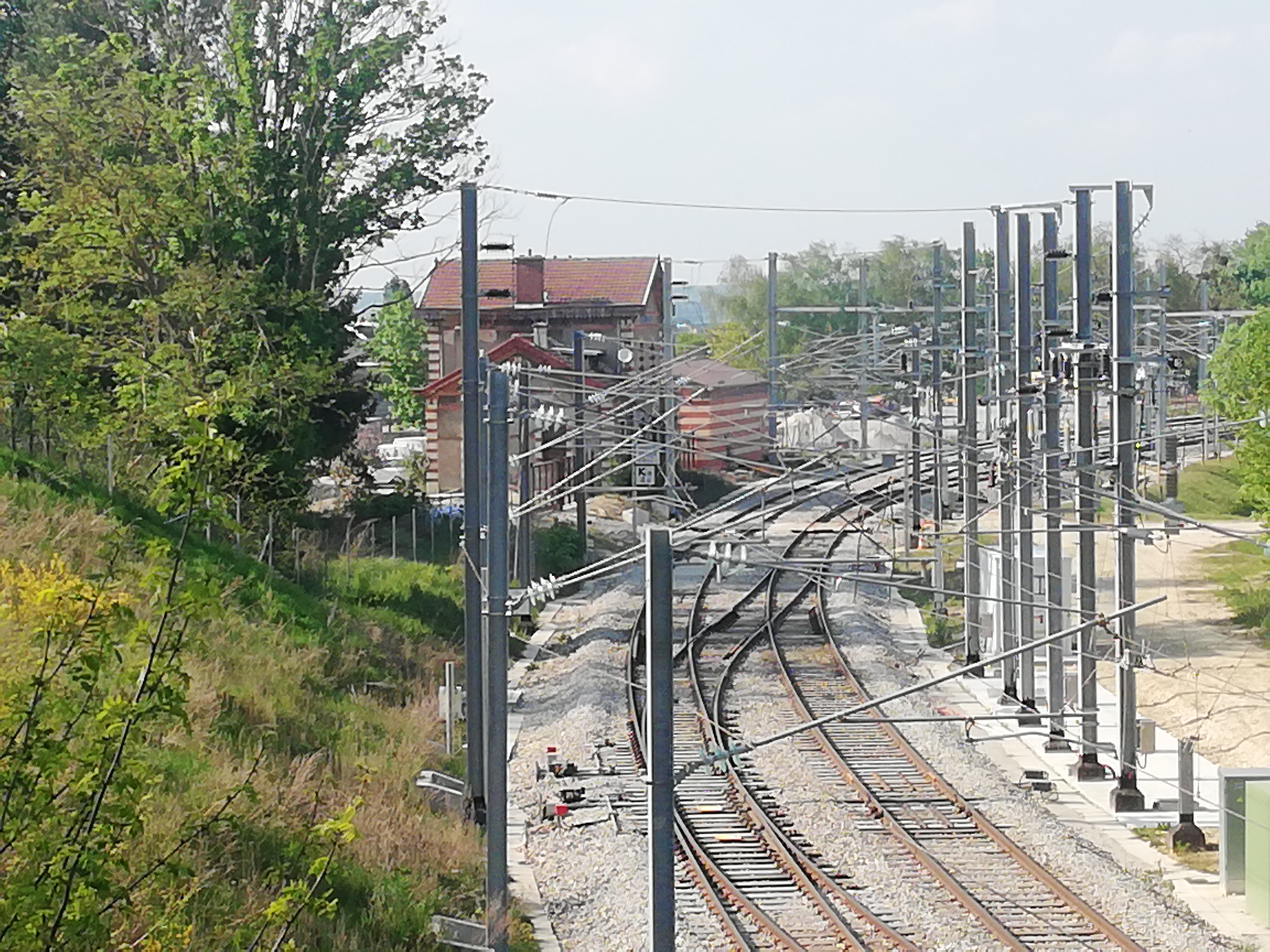
La gare vue côté quais en 2022, avec les nouvelles voies du T13.
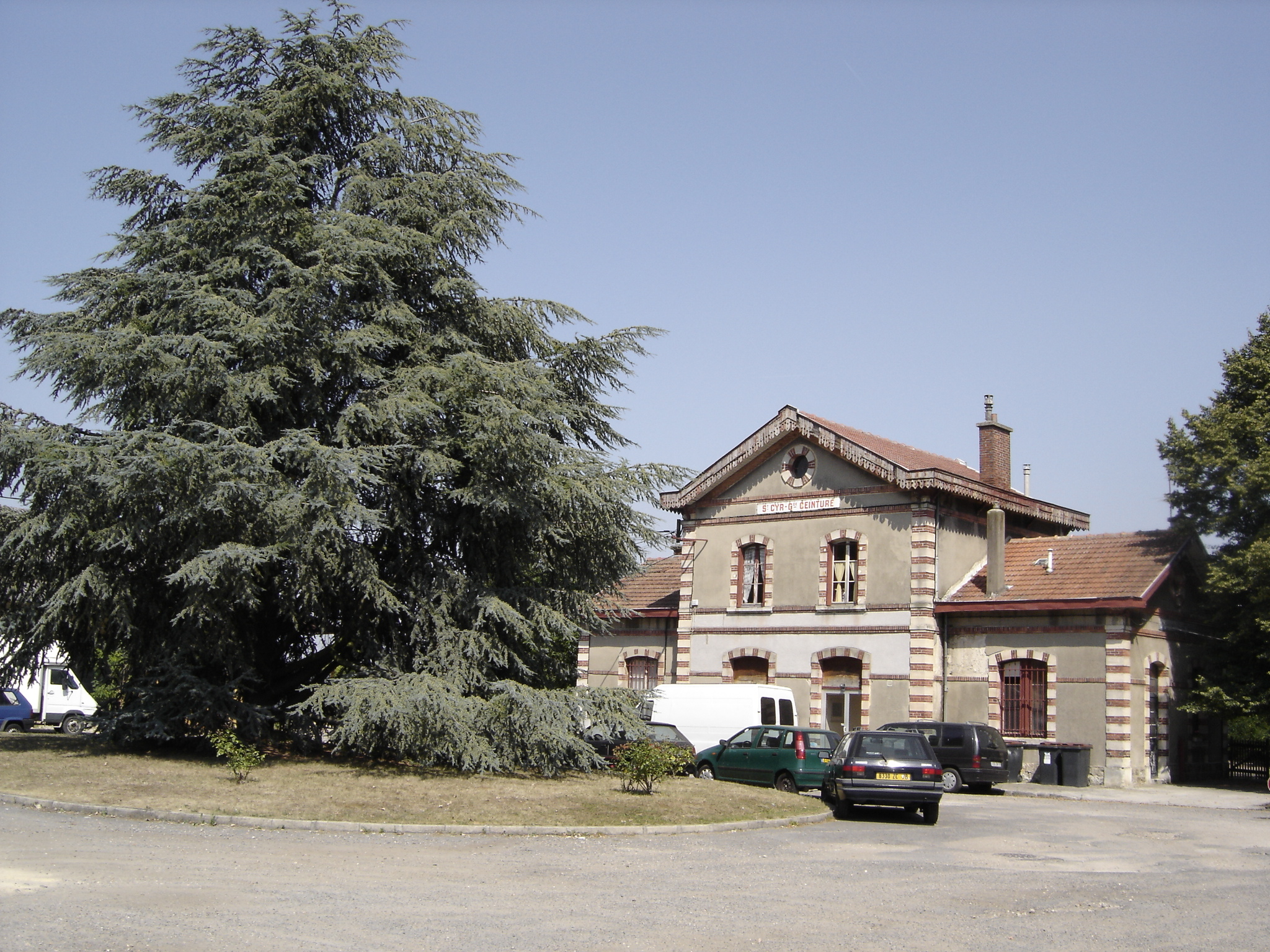
Place de la gare.

## Modélisme
La firme Régions & Compagnies commercialise un modèle réduit à l’échelle HO de la gare de Saint-Cyr-Grande-Ceinture ainsi que celui d'un bâtiment annexe et de l'abri de quai. Ces maquettes peuvent également représenter les autres gares de la ligne de la grande ceinture de Paris, ainsi que celles de la ligne de Saint-Cloud à Saint-Nom-la-Bretèche - Forêt-de-Marly.